# Dorfkirche Meseberg (Osterburg)

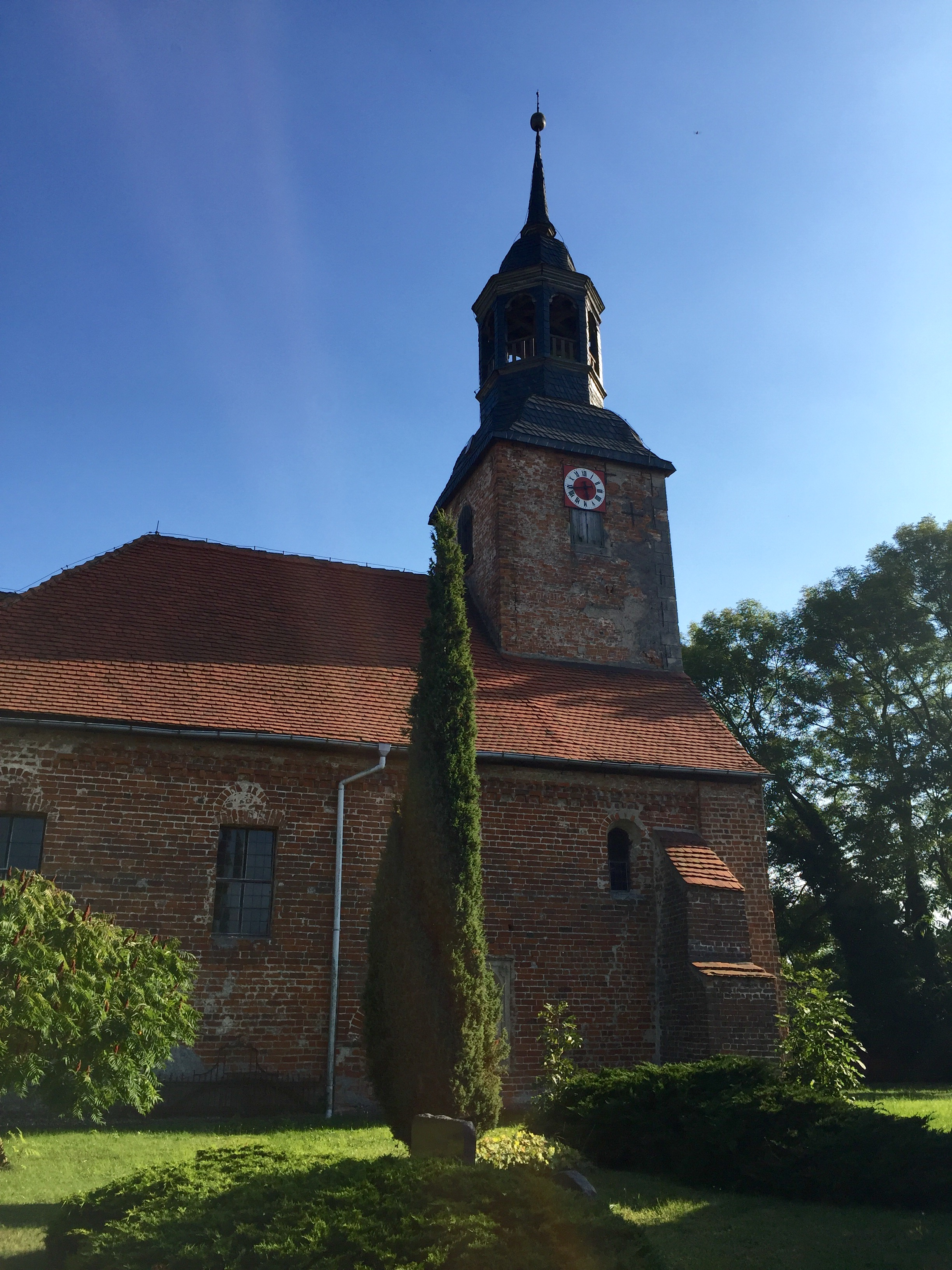
Dorfkirche Meseberg in Osterburg

Die evangelische Dorfkirche Meseberg ist eine im Kern spätromanische Saalkirche im Ortsteil Meseberg von Osterburg im Landkreis Stendal in Sachsen-Anhalt. Sie gehört zum Pfarrbereich Königsmark im Kirchenkreis Stendal der Evangelischen Kirche in Mitteldeutschland.

## Geschichte und Architektur
Die Kirche ist ein ursprünglich spätromanisches Backsteinbauwerk in vollständiger Anlage aus Rechtecksaal, eingezogenem, quadratischem Chor und halbkreisförmiger Apsis mit Ecklisenen und Konsolfries vom Ende des 12. Jahrhunderts. Die heute vermauerten spätromanischen Fenster sind noch zu erkennen; sie wurden bereits 1730 und 1820 verändert. Das Bauwerk wurde 1743 durch Brand weitgehend zerstört und 1748 wieder aufgebaut, wobei Chor und Apsis erhöht wurden. Aus dieser Zeit stammt auch der barocke Turm über dem Westgiebel in verputzter Fachwerkbauweise, der mit Welscher Haube und Laterne abgeschlossen ist.
An der Nordseite des Chors ist ein Erbbegräbnis derer von Meseberg aus der Zeit um 1748 mit Allianzwappen in Rokokoformen angebaut. Nach einem Eintrag in einem Kirchenbuch wurde das Gewölbe 1851 zugemauert, wobei man Reste eines Sargs der Frau von Meseberg († 1759) und einen Sarg eines 1785 beigesetzten 6 Monate alten Kinds fand. Restaurierungen wurden in den Jahren 1907 und 1965 durchgeführt. Im Jahr 1976 wurde der Turmansatz erneuert. Die Wetterfahne ist mit den Buchstaben S.C.V.M., S.F.C.R und E.W.V.R. versehen, die für die Namen Samuel Christoph von Meseberg, Sigismund Friedrich und Erasmus Wilhelm von Redern stehen. Das Innere ist flachgedeckt und wird durch den romanischen Chorbogen mit Kämpfern gegliedert.

## Ausstattung
Das Hauptstück der Ausstattung ist ein barocker Kanzelaltar; der Kanzelkorb ist mit Blütenschnüren verziert und wird über einer Wolkenglorie seitlich von Säule-Pilaster-Paaren flankiert. Über dem durchbrochenen Schalldeckel ist eine Strahlenglorie angebracht, der auf das Jahr 1749 datiert und eng mit den reicheren Kanzelaltären der Klosterkirche Krevese und der Dorfkirche Rengerslage verwandt ist. Das Werk ist vom Fassmaler F. Klippe aus Seehausen signiert. Eine neugotische Sandsteintaufe stammt von 1873. Auf der Westempore steht eine Orgel aus der Friedhofskapelle in Osterburg, die am Prospekt auf das Jahr 1824 datiert ist. An der Nordwand ist außen ein Figurengrabstein mit vier Wappentafeln des David von Meseberg († 1608) aufgestellt.